# DreamHack

Dreamhack winter 2004

DreamHack is een LAN-party die sinds 1994 jaarlijks en sinds 2002 elk half jaar gehouden wordt in de Zweedse stad Jönköping. Er worden onder andere demo- en computerspelwedstrijden gehouden, die worden getoond op grote schermen.
Volgens het Guinness Book of Records is het 's werelds grootste LAN-party. In november 2004 waren er 5272 deelnemers met 5852 computers verbonden via een Local Area Network. In de winter van 2007 waren er 10.544 computers aanwezig en 11.060 bezoekers. In 2010 werd het record verbroken met 12.754 computers en 13.608 bezoekers.

## Geschiedenis
DreamHack begon als een kleine bijeenkomst aan het begin van de jaren 90. De bijeenkomst van 1994 was de eerste onder de naam DreamHack. In 1997 vond DreamHack plaats in Arena Kupolen in Borlänge en werd het de grootste LAN-party in Zweden en de op drie na grootste party in Scandinavië op dat moment. In de jaren daarna werden de bijeenkomsten gehouden in expositiecentrum Elmia gelegen in het centrum van Jönköping. Vanaf 2002 werd DreamHack om het half jaar gehouden met de evenementen DreamHack Summer, gericht op computerspellen, in juni en Dreamhack Winter in het laatste weekend van november.
In 2007 begon het inmiddels opgerichte bedrijf DreamHack AB een derde evenement in de late zomer in Skellefteå, gelegen aan de noordkust van Zweden. Het evenement, dat kleiner is dan de andere evenementen en plaats biedt aan duizend deelnemers, werd later gekocht door een ander bedrijf.
DreamHack Winter 2010 had een prijzengeld van 205.000 Zweedse kronen, waarvan 180.000 te winnen bij een toernooi StarCraft II: Wings of Liberty.
Een van de zalen waar DreamHack wordt gehouden heeft een oppervlakte van 10.000 m² en een hoogte van 20,5 meter. Dit maakt mogelijk de warmte die door de computers wordt afgegeven af te voeren. De temperatuur liep in de zomer op tot ongeveer 30 graden, tot men in 2004 een airconditioning installeerde die koelwater uit een nabijgelegen meer betrekt waardoor de temperatuur kon dalen naar 20 à 25 graden Celsius.